# 笠嶋淑恵
笠嶋 淑恵（かさじま よしえ、1950年-　）は、日本の建築家。中京地域で活動。名古屋市生まれ。　

## 経歴
- 1972年、日本大学理工学部建築学科卒業
- 1972年-1974年、坂本鹿名夫建築研究所勤務
- 1974年-1978年、市浦都市開発建築コンサルタンツ（現・市浦ハウジングシステム）勤務
- 1978年-1979年、ウシヤマ設計研究室勤務
- 1979年、一級建築士事務所笠嶋建築工房開設
- 1989年-1991年、すまいる愛知住宅賞審査委員
- 1991年-1996年、名古屋工業大学非常勤講師
- 1992年-2002年、大阪芸術大学非常勤講師
- 1993年-2000年、椙山女学園大学非常勤講師
- 1994年、日本建築学会設計競技本部審査委員、JIA東海学生卒業設計コンクール審査委員
- 1995年-1997年、三重大学非常勤講師
- 1997年、愛知県地方計画委員会生活部会専門委員
- 1998年-2000年、名古屋大学非常勤講師
- 1999年、2001年、公共建築賞中部地区審査委員
- 2000年、公共建築賞中部地区奨励賞*2001年-2004年、名古屋市景観審議会委員
- 2001年、愛知淑徳大学非常勤講師
- 2003年、名古屋芸術大学非常勤講師
- 2005年、名古屋市立大学非常勤講師

## 受賞歴
- 1978年、第1回読売新聞住宅設計競技佳作入選
- 1980年、久保田鉄工住宅設計競技3等入選
- 1981年、愛知建築士会設計競技入選
- 1983年、中部建築賞入選
- 1992年、すまいる愛知住宅賞名古屋市住宅供給公社理事長賞
- 1995年、愛知まちなみ建築賞
- 2002年、グッドペインティングカラー賞戸建部門特別賞

## 著書
- ゆとりある住まい　共著　愛知ゆとりある住まい推進協議会5周年記念出版